# Flabellum vaughani
Espèce
Statut CITES
Flabellum vaughani est une espèce de coraux appartenant à la famille des Flabellidae.